# Großsteingrab Venslev Marker 8
Das Großsteingrab Venslev Marker 8 ist eine megalithische Grabanlage der jungsteinzeitlichen Nordgruppe der Trichterbecherkultur im Kirchspiel Ferslev in der dänischen Kommune Frederikssund.

## Lage
Das Grab liegt östlich des Waldgebiets Sømer Skov auf einem Feld. In der näheren Umgebung gibt bzw. gab es zahlreiche weitere megalithische Grabanlagen.

## Forschungsgeschichte
In den Jahren 1873 und 1942 führten Mitarbeiter des Dänischen Nationalmuseums Dokumentationen der Fundstelle durch. Eine weitere Dokumentation erfolgte 1989 durch Mitarbeiter der Forst- und Naturbehörde.

## Beschreibung
Die Anlage besitzt eine runde Hügelschüttung mit einem Durchmesser von 17 m und einer Höhe von 2 m. Eine steinerne Umfassung ist nicht erkennbar. Die Grabkammer ist als Ganggrab anzusprechen. Zu ihrer Orientierung liegen keine Angaben vor. Sie hat eine Länge von etwa 4 m. Von der Kammer sind nur drei Decksteine erkennbar. Ihr ist ein ostsüdost-westnordwestlich orientierter Gang vorgelagert, über dessen Maße keine Angaben vorliegen. Auch vom Gang sind lediglich drei Decksteine sichtbar.